# Stronią ode mnie, które ongi mnie szukały

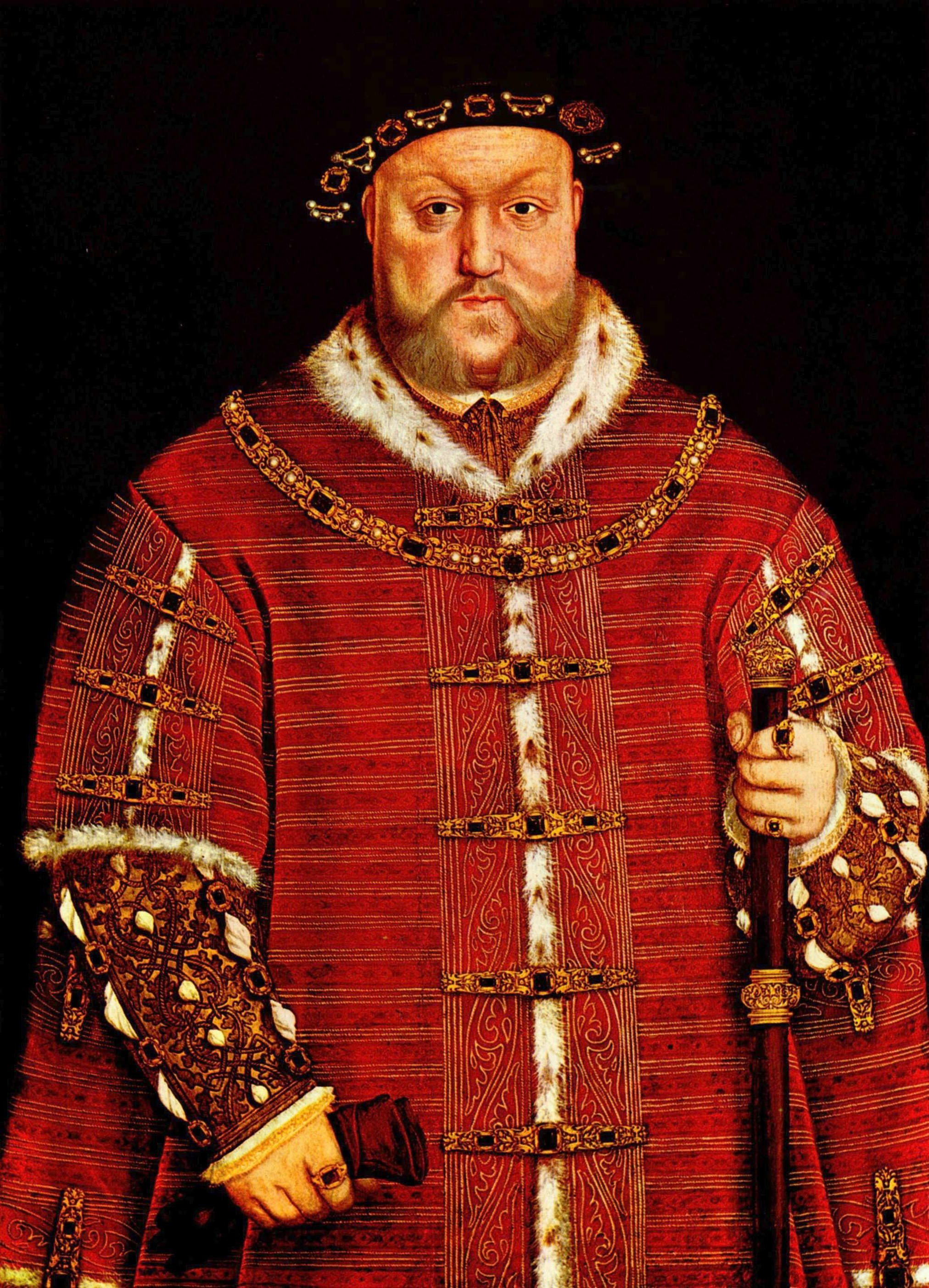
Henryk VIII Tudor, król Anglii. Za jego panowania tworzył Thomas Wyatt

Stronią ode mnie, które ongi mnie szukały (ang. They flee from me that sometime did me seek) – wiersz angielskiego renesansowego poety Thomasa Wyatta. Autor ten jest znany jako pierwszy angielski sonetysta.

## Charakterystyka ogólna
Stronią ode mnie, które ongi mnie szukały jest wierszem lirycznym. Utwór jest stosunkowo krótki. Składa się z trzech zwrotek i liczy w sumie dwadzieścia jeden wersów. Należy on do najczęściej przedrukowywanych i cytowanych wierszy angielskich okresu renesansu.

## Forma

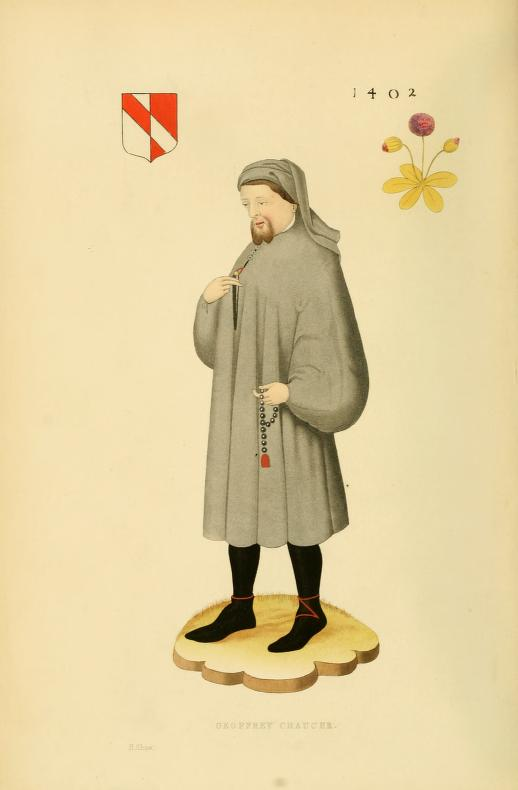
Geoffrey Chaucer, najwybitniejszy poeta angielskiego średniowiecza, jako pierwszy na Wyspach stosował strofę królewską, która niekiedy bywa nazywana jego imieniem

Omawiany wiersz jest napisany strofą królewską (rhyme royal), czyli strofą siedmiowersową rymowaną ababbcc. Strofa ta została wprowadzona do poezji angielskiej w XIV wieku przez Geoffreya Chaucera, który zastosował ją między innymi w poemacie Troilus i Criseyda. Poemat Chaucera jest znany z przekładu Macieja Słomczyńskiego. Strofa królewska była niezwykle popularna w XV wieku. Używali jej między innymi John Lydgate, autor poematu The Fall of the Princes (Upadek książąt), liczącego ponad trzydzieści sześć tysięcy wersów, Robert Henryson i Jakub I, król Szkocji. Nazwa strofy pochodzi rzekomo od tytułu dzieła tegoż władcy, The Kingis Quair (Księga królewska).
They flee from me that sometime did me seek

With naked foot, stalking in my chamber.

I have seen them gentle, tame, and meek,

That now are wild and do not remember

That sometime they put themself in danger

To take bread at my hand; and now they range,

Busily seeking with a continual change.
Utwór jest napisany  pentametrem jambicznym, czyli najpopularniejszym w poezji angielskiej sylabotonicznym dziesięciozgłoskowiec, w którym akcenty padają na sylaby parzyste. Poeta traktuje jednak wzorzec rytmiczny (metrum) w sposób dosyć swobodny.

## Treść
Wiersz jest gorzką zadumą poety nad postawą kobiet, które kiedyś chętnie go odwiedzały a potem zapomniały o nim. Nie jest wykluczone, że miało to związek z osobistą sytuacją poety, który przez pewien czas był więziony na polecenie króla Henryka VIII, w związku z oskarżeniami o romans z królową Anną Boleyn. Wiersze Thomasa Wyatta ukazały się pośmiertnie.

## Przekłady

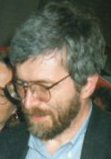
Stanisław Barańczak przetłumaczył kilkaset wierszy lirycznych z języka angielskiego

Utwór tłumaczyli na język polski Stanisław Barańczak i Wiktor Jarosław Darasz. Barańczak zastosował w swojej wersji sylabiczny trzynastozgłoskowiec, zachowując rymowy schemat strofy oryginału.